# Sơn từ cô
Pleione bulbocodioides là một loài thực vật có hoa trong họ Lan. Loài này được (Franch.) Rolfe miêu tả khoa học đầu tiên năm 1903.

## Hình ảnh

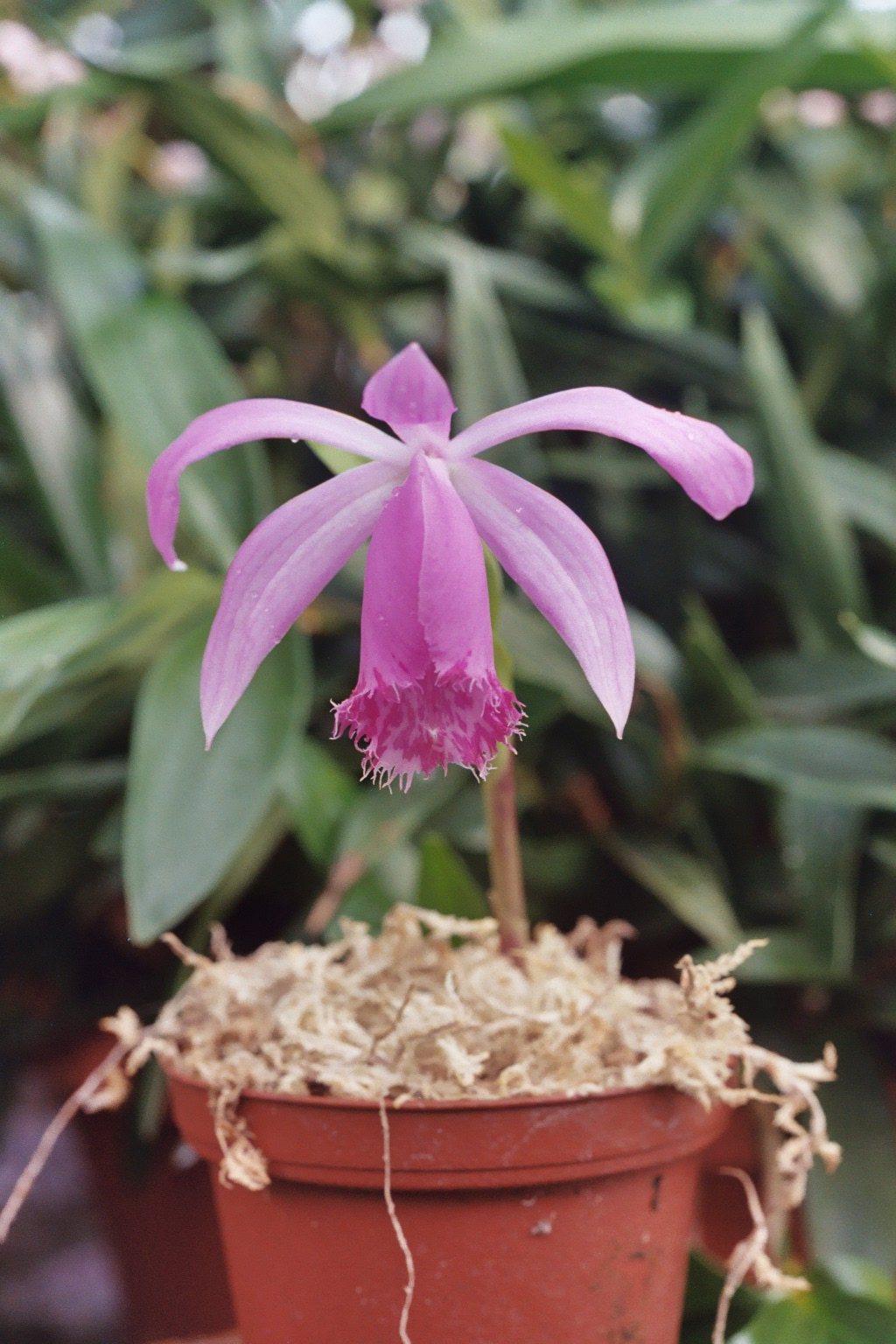
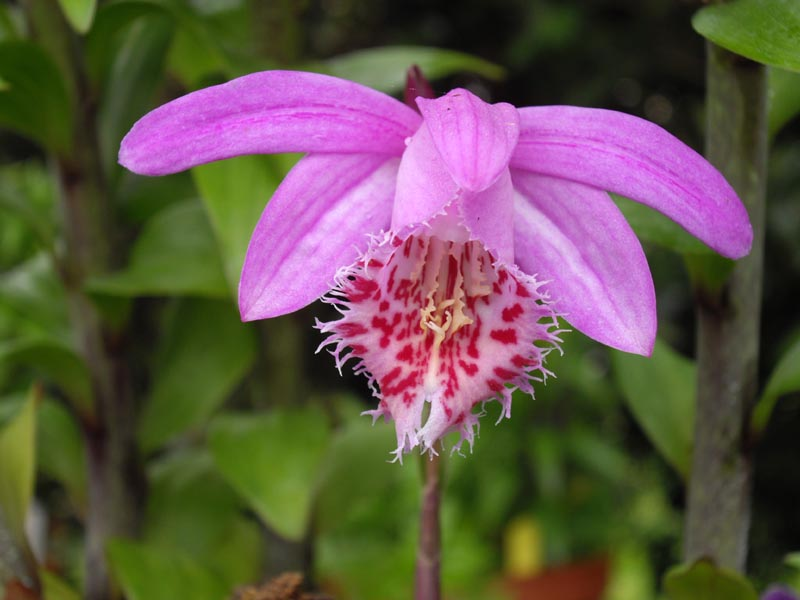
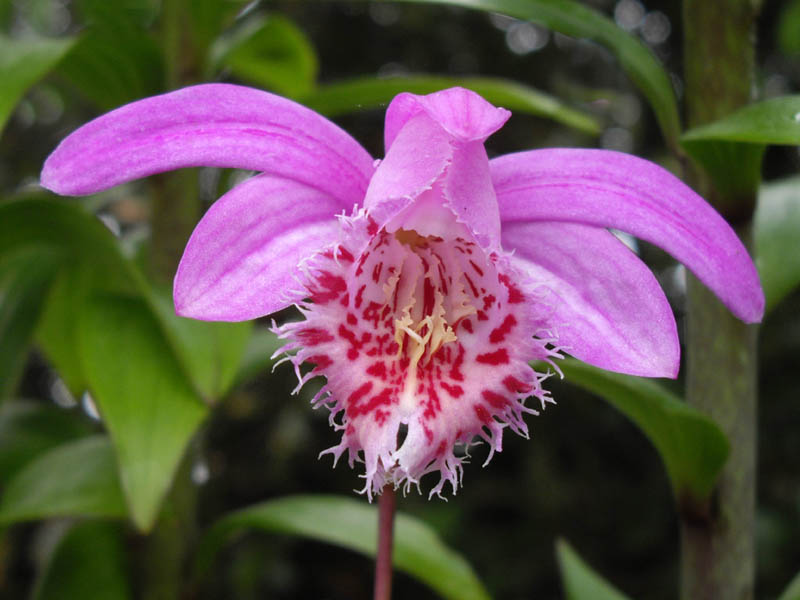
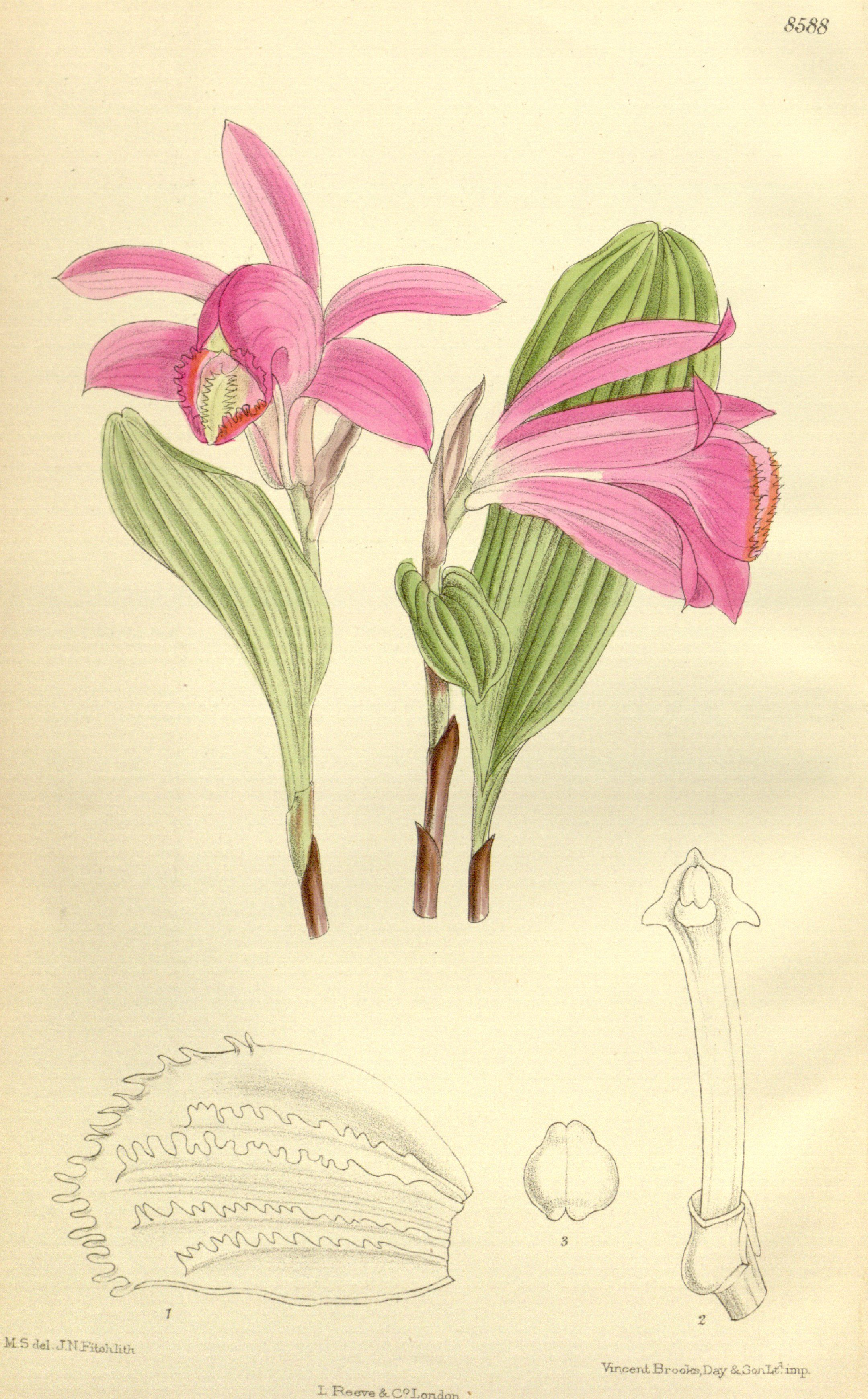